# Línea 3 (PALBUS)
La línea 3 de PALBUS de Palencia une el Hospital Río Carrión con el Parque Europa (Barrio de San Telmo) atravesando el centro y parte del norte de la ciudad.
La línea 3 de PALBUS de Palencia une el Hospital Río Carrión con el Parque Europa (Barrio de San Telmo) atravesando el centro y parte del norte de la ciudad.

## Características
La línea parte del hospital Río Carrión con una frecuencia de media hora, para posteriormente atravesar el centro, San Juanillo, Pan y Guindas, Campo de la Juventud y San Telmo, siendo el recorrido opuesto igual.

### Frecuencias
| de lunes a domingo              |        |
| de 7:00 (8:00 domingos) a 22:30 | 30 min |

| de lunes a domingo              |        |
| de 7:00 (8:00 domingos) a 22:30 | 30 min |